# Igor Cavalera
Pour les articles homonymes, voir Cavalera.

## Biographie
Igor Cavalera fut longtemps le batteur de Sepultura, groupe qu'il avait fondé avec son frère Max Cavalera (guitare et chant). Max quitte le groupe en 1996 à la suite de différends d'ordres créatif et personnel. Dix ans plus tard, Igor quitte le groupe a son tour. En juin 2007, il reprend contact avec son frère pour fonder Cavalera Conspiracy.
Il forme en duo, avec sa compagne, le groupe de musique électronique Mixhell.

## Matériel
Igor est sponsorisé par Pearl Drums, Zildjian et Vic Firth.